# Требуксиофициевые
Требуксиофициевые (лат. Trebouxiophyceae) — класс зелёных водорослей. На сегодня известно 755 видов. Класс назван по типовому роду Требуксия (Trebouxia) (Octave Treboux — эстонский ботаник).

## Биологическое описание
В него входят в основном одноклеточные формы. Типы дифференциации таллома нитчатые, пластинчатые, коккоидные и сарцинодные. Размножение осуществляется как бесполым (с образованием автоспор и апланоспор), так и половым путём (оогамия). Зооиды имеют ризобласт и базальные тела. Ориентация жгутиков 1/7. Отличительная особенность класса: при митозе расположение центриолей метацентирическое (по бокам веретена деления).

## Распространение
Пресноводные и наземные, реже морские представители, многие формируют симбиозы.